# Château de Chaillot
Pour les articles homonymes, voir Chaillot.
Le château de Chaillot, Maison de Beauregard ou Hermitage de Chaillot est un ancien château qui était situé à proximité de l'emplacement de l'actuel palais de Chaillot à Paris. Acheté en 1651 par les religieuses de la Visitation de Chaillot, il fut détruit en 1794.

## Le manoir seigneurial
L'ancienne maison seigneuriale de Chaillot située à l'emplacement actuel de l'angle de la rue de Chaillot et de l'avenue Marceau appartenait au Moyen Âge à une famille de bourgeois parisiens les Arrode. Nicolas Arrode prévôt en 1217 de Paris  avait donné son nom à une ancienne rue de Paris, tronçon de l'actuelle rue Montorgueil. Cette maison seigneuriale était marquée par une tour carrée qui figure sur le plan de Paris de Saint-Victor de 1552. Cette tour absente des représentations de Chaillot au siècle suivant semble disparue par la suite. Ce plan mentionne, à côté de l'église Saint-Pierre, un château non identifié par ailleurs.
Cette maison seigneuriale qui fut, au XVIIe siècle, la propriété, avec le fief de Chaillot, des Religieuses de la Visitation de Sainte-Marie est distincte du château sur la colline de Chaillot approximativement à l'emplacement de l'actuel palais de Chaillot.

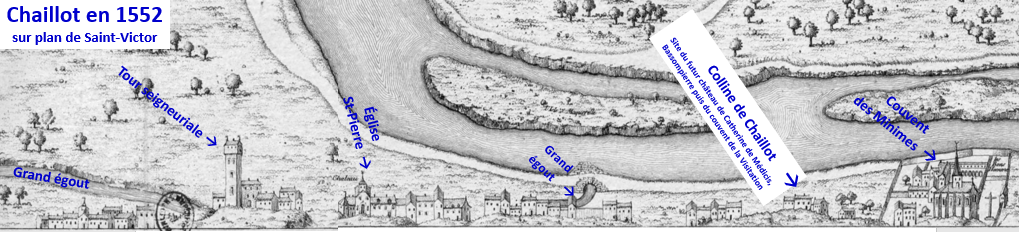
Chaillot vers 1550 sur plan de Saint-Victor.

## Le château sur la colline de Chaillot
Un bâtiment (maison, manoir ou château) sur la colline de Chaillot fut acheté en 1542 par Hippolyte d'Este, cardinal d’Este, archevêque de Lyon.
En 1583, la reine Catherine de Médicis achète ce manoir ou un ermitage et la partie du  domaine du couvent des Minimes de Chaillot situé dans les actuels jardins du Trocadéro s'étendant, au nord-est jusqu'en face de l'actuel palais d'Iéna à hauteur de la rue Albert-de-Mun, au sud-ouest entre les actuelles rue Le Tasse et avenue Albert-Ier-de-Monaco,.
La reine y fait construire un château nommé "Catherinemont". L'architecte antiquisant Étienne Dupérac est chargé des travaux et réalise un château en U avec des jardins en terrasse et une cour en forme d'hippodrome. La souveraine n'en profite pas longtemps car elle meurt en 1589.

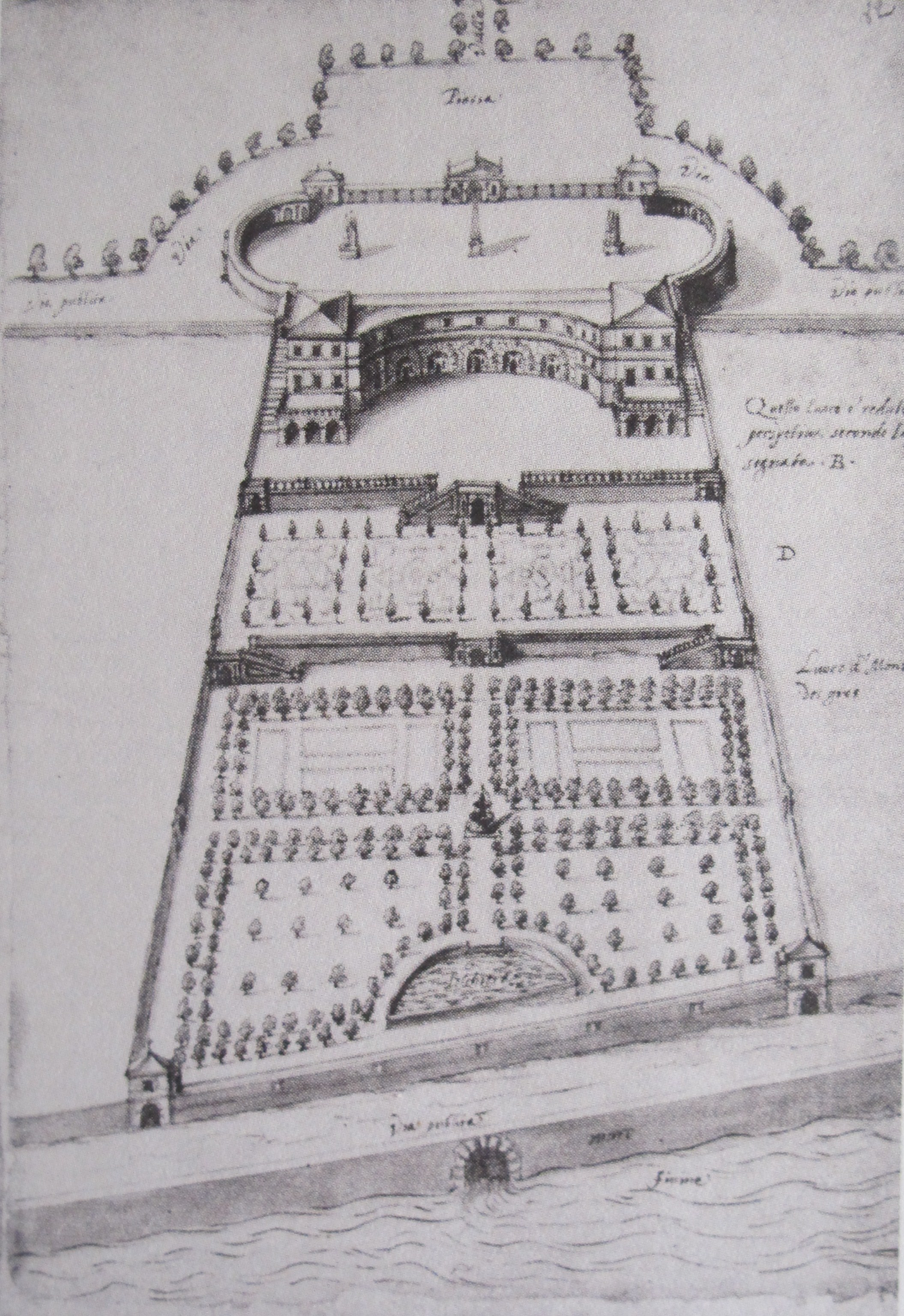
Vue en biais du château prévu par Catherine de Médicis.
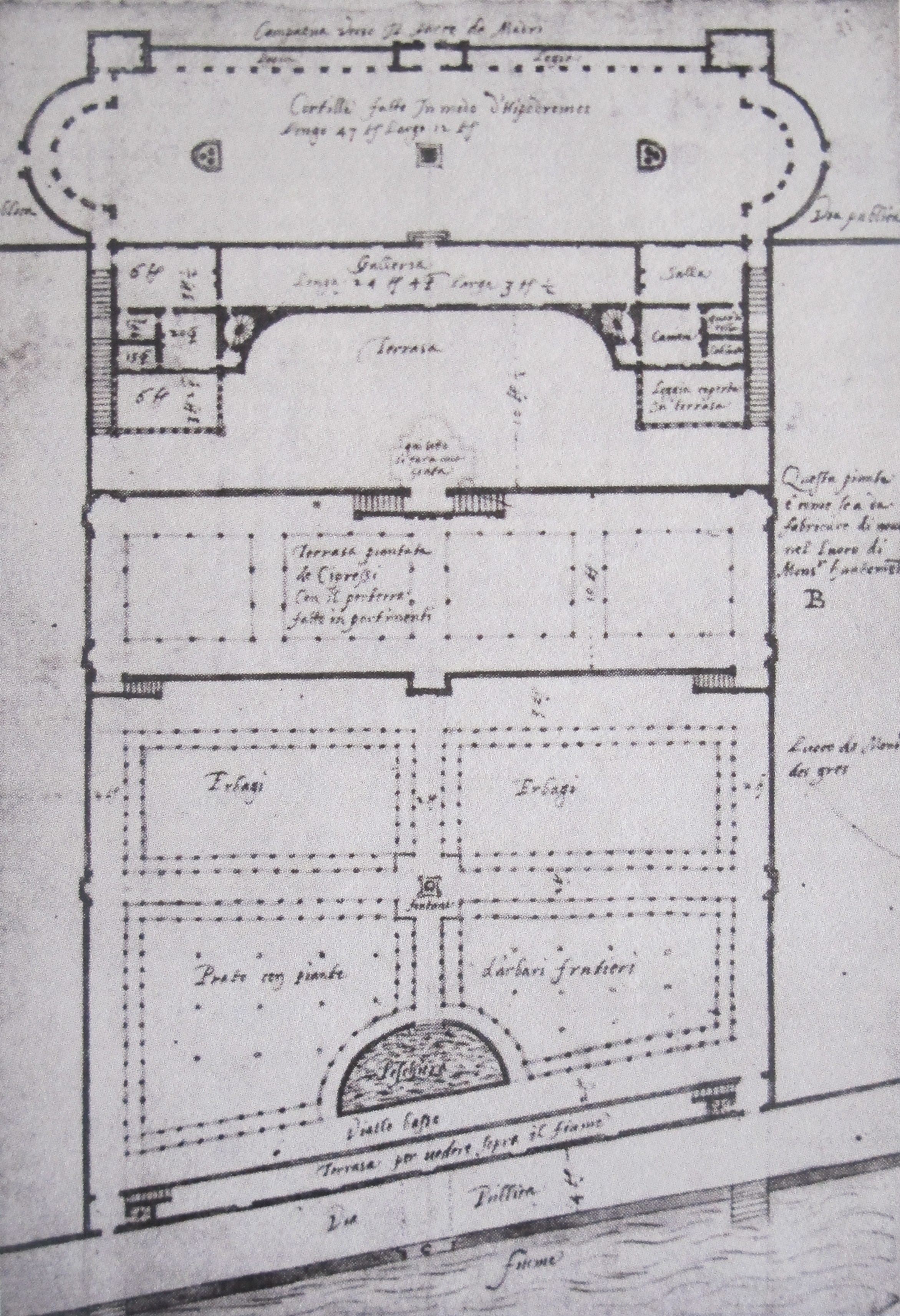
Plan du château, qui ne sera pas achevé.

À l'été 1590, durant le siège de Paris, Henri de Navarre s'y établit. L'édit de Nantes promulgué et la paix revenue, Henri IV, comme Marie de Médicis, renonce à achever les travaux. La propriété est acquise par Diane de Corisande, comtesse de Guiche et de Gramont, ancienne maîtresse d'Henri IV, puis en 1613 par le président Jeannin qui y fait des transformations. En 1629, durant le séjour de Louis XIII au château de Madrid, qui se trouve de l'autre côté du bois de Boulogne, Richelieu s'y installe.
En 1630 , Georges -Africain de Bassompierre l’achète de la fille de Pierre Jeannin et en laisse l’usufruit à son frère le maréchal de Bassompierre qui  l’embellit. Le maréchal est interné à la Bastille de 1631 à 1643 pour sa participation au complot de la journée des Dupes. Durant son embastillement, le palais est réquisitionné pour servir de logement à la nièce du roi, la duchesse de Nemours, puis de nouveau pour Richelieu.

## Le couvent des Visitandines
Après la mort du  Maréchal de Bassompierre en 1646, ses héritiers impécunieux mettent en vente leurs propriétés. Henriette de France, troisième fille d’Henri IV et veuve du roi Charles Ier d'Angleterre exécuté, réfugiée en France depuis 1644 qui désirait vivre dans un monastère  choisit le site de Chaillot  pour les religieuses de l’ordre de la Visitation qui  acquièrent par adjudication le 12 mai 1651 pour 67 000 livres le château qui avait été acheté 80 000 livres par les Bassompierre.
Les religieuses agrandissent les bâtiments par une église construite de 1687 à 1707.
Ces bâtiments sont détruits en 1794 après le départ des religieuses par l’explosion de la poudrerie de Grenelle. Ses derniers vestiges sont déblayés en 1811 pour la préparation du projet de palais du Roi de Rome.

## Bâtiments et dépendances
D’après les pièces d’un procès engagé en 1648 par les neveux du maréchal de Bassompierre, la propriété comportait trois grandes cours , de grands bâtiments avec plusieurs salles , cuisines, chambres, cabinets, deux galeries, une chapelle, des écuries, une maison pour le jardinier, deux pavillons. L’ensemble était situé dans un  domaine clos de murs de 30 arpents (environ 15 hectares) comprenant un parc avec des escaliers, des bassins, des fontaines, des bois, un jardin potager. Ses limites étaient la Seine, le domaine du couvent des Minimes au sud, le chemin de Chaillot à Saint-Cloud à l’ouest, une propriété dans le village de Chaillot au nord, soit approximativement les jardins et la place du Trocadéro.
Les fontaines du jardin et du château étaient alimentées par un réservoir rempli par une pompe puisant l’eau de la Seine.